# Arthrocardia flabellata
Arthrocardia flabellata (Kützing) Manza, 1940 é o nome botânico de uma espécie de algas vermelhas pluricelulares do gênero Arthrocardia.
- São algas marinhas encontradas em Moçambique e ilha Maurícia.

## Sinonímia
- Corallina flabellata Kützing, 1858
- Arthrocardia gardneri Manza, 1937
- Arthrocardia stephensonii Manza, 1937